# San Gimignano rosato
Il San Gimignano rosato è un vino DOC la cui produzione è consentita nella provincia di Siena.

## Caratteristiche organolettiche
- colore: rosa più o meno intenso con riflessi rubini
- odore: vinoso, fruttato, delicato di uva appena pigiata
- sapore: delicato, armonico, vellutato

## Produzione
Provincia, stagione, volume in ettolitri
- nessun dato disponibile